# Sicherheitsfilm

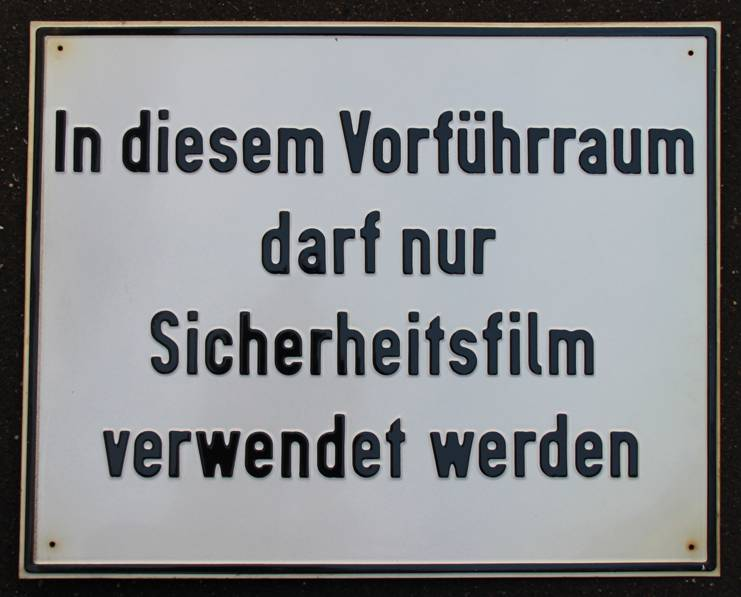
Schild in einem Filmtheater-Vorführraum

Als Sicherheitsfilm oder Acetatfilm (Kennungen: non flam, de sécurité, safety oder safety film) bezeichnet man einen Kino- oder fotografischen Film mit Cellon als Träger der Bildschicht. Er ist schwerer entflammbar als ein Film mit Zelluloid als Schicht-Träger (Zelluloidfilm). Cellon ist ein Produkt aus Celluloseacetat. 

## Geschichte und Entwicklung

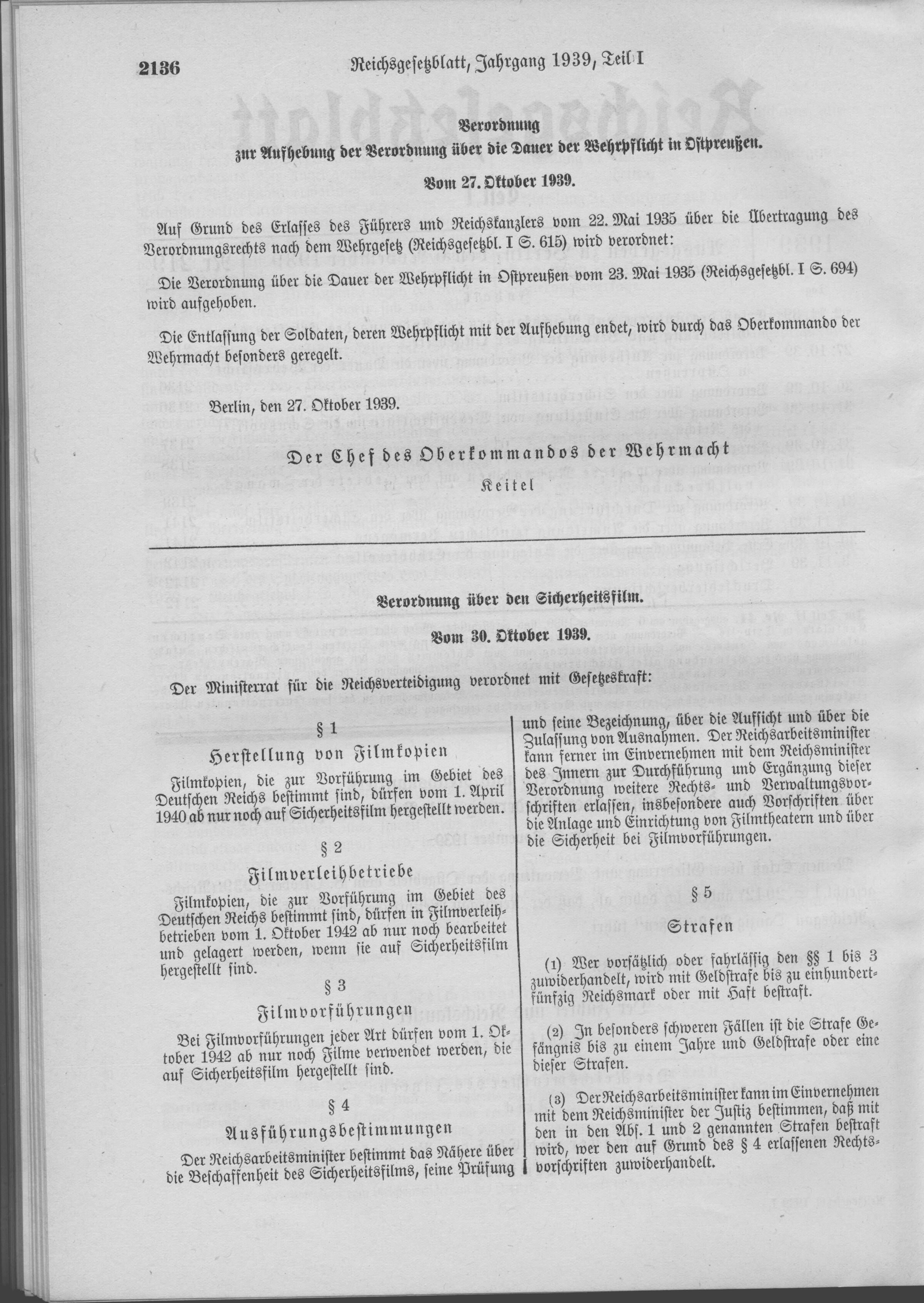
Verordnung über den Sicherheitsfilm vom 30. Oktober 1939

Der Sicherheitsfilm ist eine Weiterentwicklung des Zelluloidfilms aus Nitrocellulose, welcher wiederum eine Weiterentwicklung des Papierfilms war. Bei Filmmaterialien auf Nitratbasis ist eine Selbstentzündung bereits ab ca. 38 °C möglich. Das Ausgangsmaterial entspricht der Schießbaumwolle und wird in Deutschland zu den Sprengstoffen gezählt. Sie gelten auch heute noch als akute Gefahr für Fotosammlungen und historische Archive.
1908 nahmen Agfa und Kodak die Produktion von Sicherheitsfilmen auf der Basis von Celluloseacetat auf. Konfektioniert wurde Sicherheitsfilm zunächst als 16-mm-Film für bewegte Bilder, später auch in weiteren Konfektionierungen.
Deutschland erließ am 30. Oktober 1939 eine Verordnung über den Sicherheitsfilm, welche vorsah, dass ab 1. April 1940 Filme nur noch als Sicherheitsfilme hergestellt werden durften. Aufgrund des Zweiten Weltkriegs konnte diese Regelung allerdings nicht durchgesetzt werden. In Europa setzte sich der Sicherheitsfilm schließlich ab etwa 1952 großflächig durch. Eine nicht bestätigte Abmachung in der Industrie war, ab 1. Januar 1951 nur noch Sicherheitsfilm zu fabrizieren. In der Bundesrepublik wurde eine Regelung wie im Deutschen Reich geplant mit dem Gesetz über Sicherheitskinefilme (Sicherheitsfilmgesetz) vom 11. Juni 1957 nachgeholt, welches im Rahmen des Arbeitszeitrechtsgesetzes 1994 abgelöst wurde.
Mit ISO 18906:2000-12 sind Bezeichnung, Prüfverfahren und Beschriftung von Sicherheitsfilm festgehalten (Vorgänger war ISO 543:1990-12).
Moderner Sicherheitsfilm wird aus Celluloseacetat oder PETP-Polyester hergestellt.